# 棒距无柱兰
棒距无柱兰为兰科无柱兰属的植物，为中国的特有植物。分布于中国大陆的甘肃、秦岭西段、四川等地，生长于海拔700米至1,200米的地区，常生于山坡阴湿处及山坡灌丛下，目前尚未由人工引种栽培。

## 别名
二叶无柱兰（秦岭植物志、中国高等植物图鉴）